# Schmalfelder Au
Die Schmalfelder Au entspringt südwestlich von Bad Segeberg im Segeberger Forst zwischen Todesfelde und Seth (Schleswig-Holstein) und ist 21 km lang. Sie ist ein Quellfluss der Hudau/Bramau. Der Höhenunterschied beträgt 10 m.
In Schmalfeld quert die um 1850 erbaute steinerne Königsbrücke den Fluss.

## Bilder

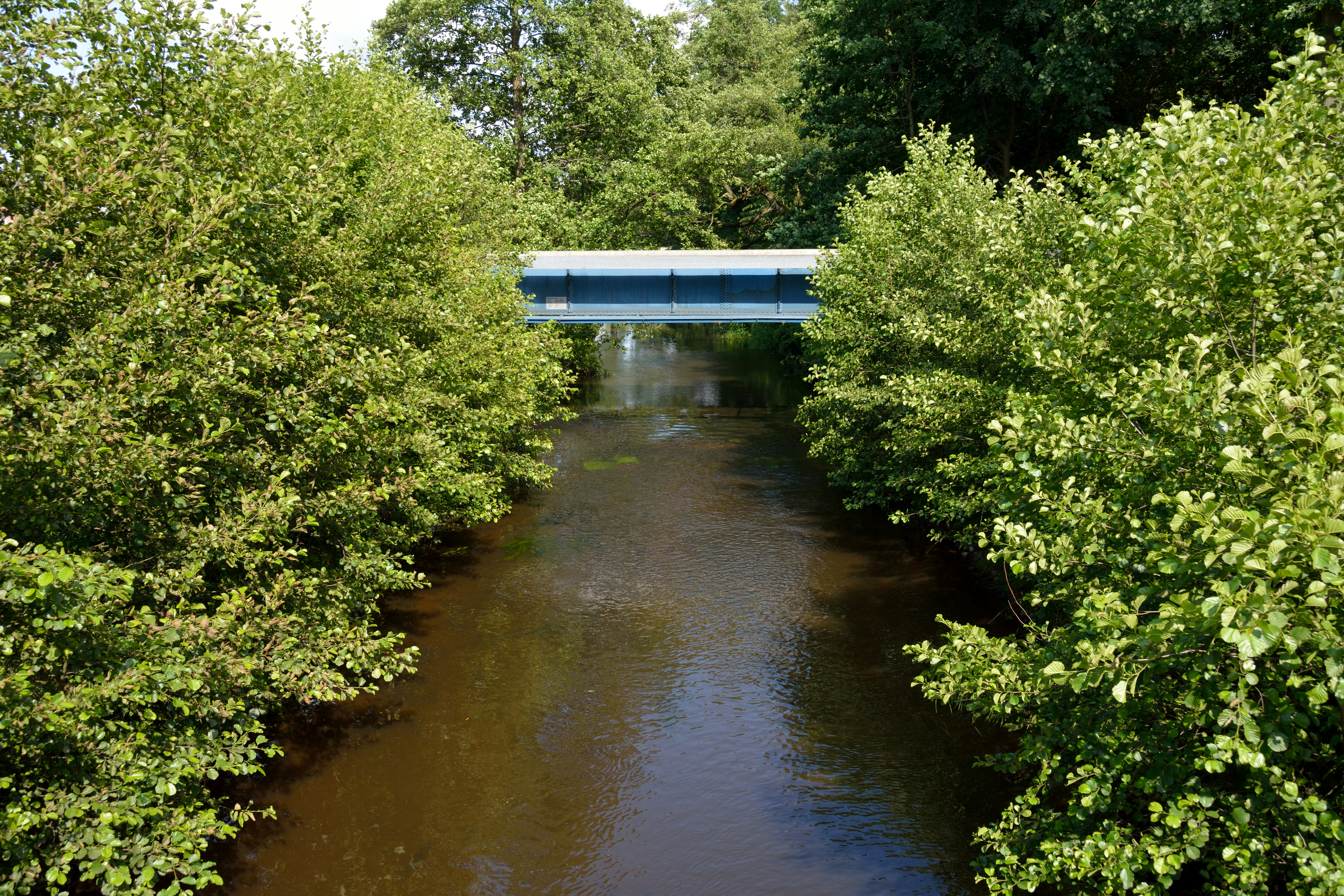
Die Eisenbahnbrücke der AKN Eisenbahn in Bad Bramstedt
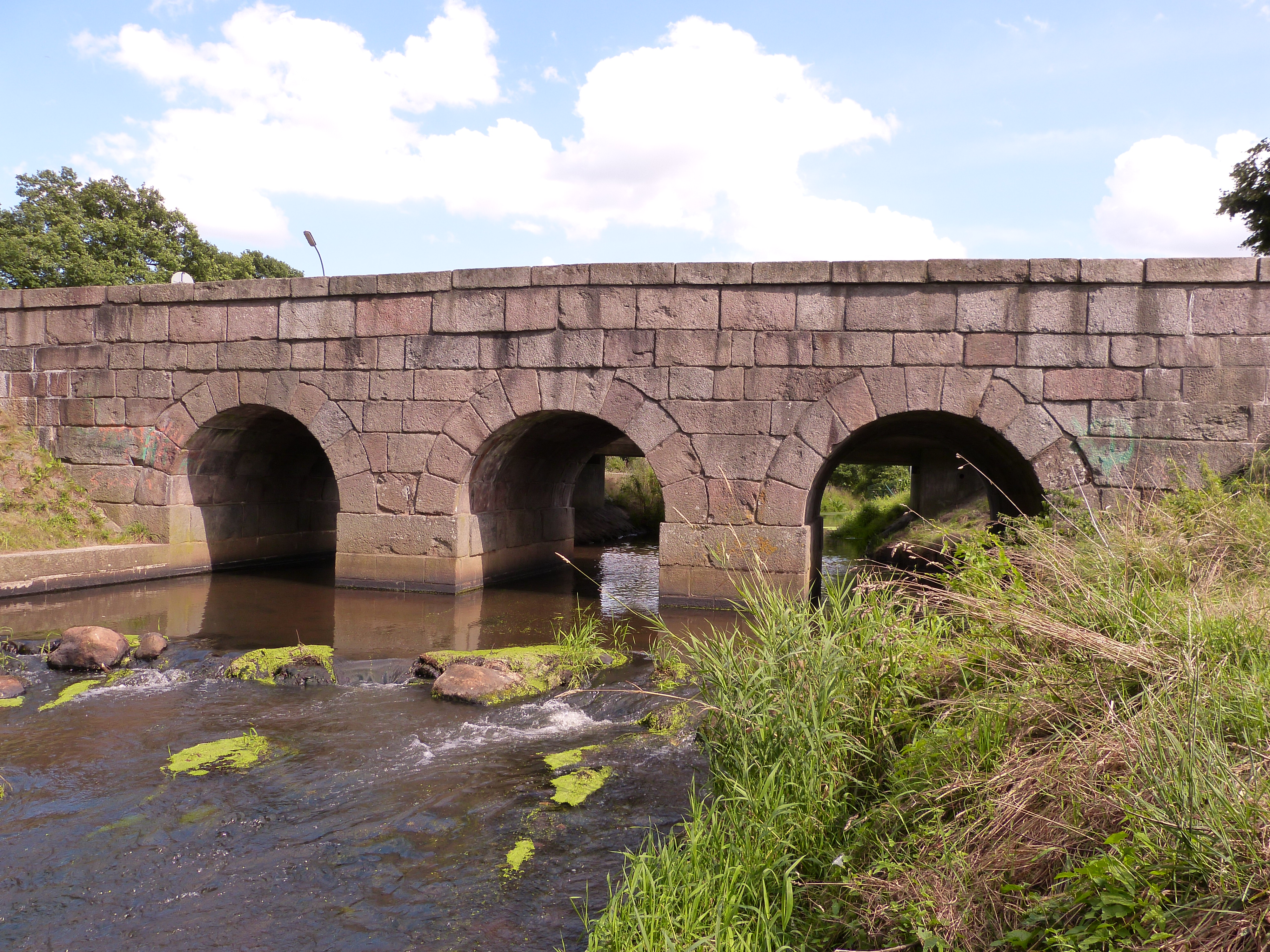
Die Schmalfelder Königsbrücke